# コパ・デ・ラ・リーガ
コパ・デ・ラ・リーガ・デ・エスパーニャ(Copa de la Liga de España、スペインリーグカップ)は、スペインで行われていたサッカーのカップ戦。1982年から始まり1986年で終了した。
シーズンの日程が過密になることや大会の飽和などの理由でクラブ側から圧力を受け、わずか4回で廃止された。

## 歴代記録
| シーズン | 第1戦ホームチーム        | 第2戦ホームチーム    | 第1戦結果 | 第2戦結果 | 合計得点 |
| -------- | ------------------------ | -------------------- | --------- | --------- | -------- |
| 1982-83  | レアル・マドリードCF     | バルセロナ           | 2-2       | 1-2       | 3-4      |
| 1983-84  | アトレティコ・マドリード | バリャドリード       | 0-0       | 0-3       | 0-3      |
| 1984-85  | アトレティコ・マドリード | レアル・マドリードCF | 3-2       | 0-2       | 3-4      |
| 1985-86  | ベティス                 | バルセロナ           | 1-0       | 0-2       | 1-2      |